# Kurupt
Ricardo Emmanuel Brown, művésznevén Kurupt (Philadelphia, 1972. november 23. –) amerikai rapper és színész. Az 1990-es években indult a karrierje, amikor a Death Row Records kiadóhoz szerződött, és megalapította a The Dogg Pound duót Daz Dilingerrel. 1996-ban elhagyta a kiadót, és az A&M Recordshoz szerződött, itt adta ki első szólóalbumát 1998-ban, a Kuruption!-t. (A PORT.hu Ricardo Kurupt Brown néven jegyzi).

## Diszkográfia

### Stúdióalbumok
- Kuruption! (1998)
- Tha Streetz Iz a Mutha (1999)
- Space Boogie: Smoke Oddessey (2001)
- Against the Grain (2005)
- Same Day, Different Shit (2006)
- Streetlights (2010)
- Equinox (2018)

### Közreműködései más albumokon
- The Horsemen Project – HRSMN (2003)
- Digital Smoke – J. Wells (2007)
- The Frank and Jess Story – Roscoe (2008)
- BlaQKout – DJ Quik (2009)
- Tha Tekneek Files – Roscoe (2009)
- We Got Now and Next – Diirty OGz (2016)

## Filmjei
- 2001 Balhé a mosodában (Maniac)
- 2002 Félholt (Twitch)
- 2002 Dark Blue (Darryl Orchard)
- 2003 Hollywood Homicide (K-Ro)
- 2003 Tupac: Resurrection
- 2003 Vegas Vamps
- 2004 I Accidentally Domed Your Son (Krego)
- 2005 Brothers in Arms (Kansas)
- 2006 Rap Sheet: Hip-Hop and the Cops
- 2006 Stand By Your Man (Joker)
- 2007 Half Past Dead 2 (Twitch)
- 2008 Vice (TJ Greene)
- 2008 Days of Wrath (Bobby)
- 2008 Loaded (as Dyson)
- 2009 A Day in the Life (Murder)
- 2010 The Penthouse ('Strangers' Host)
- 2013 Grand Theft Auto V (videójáték) (The Local Population)